# Креплёное вино

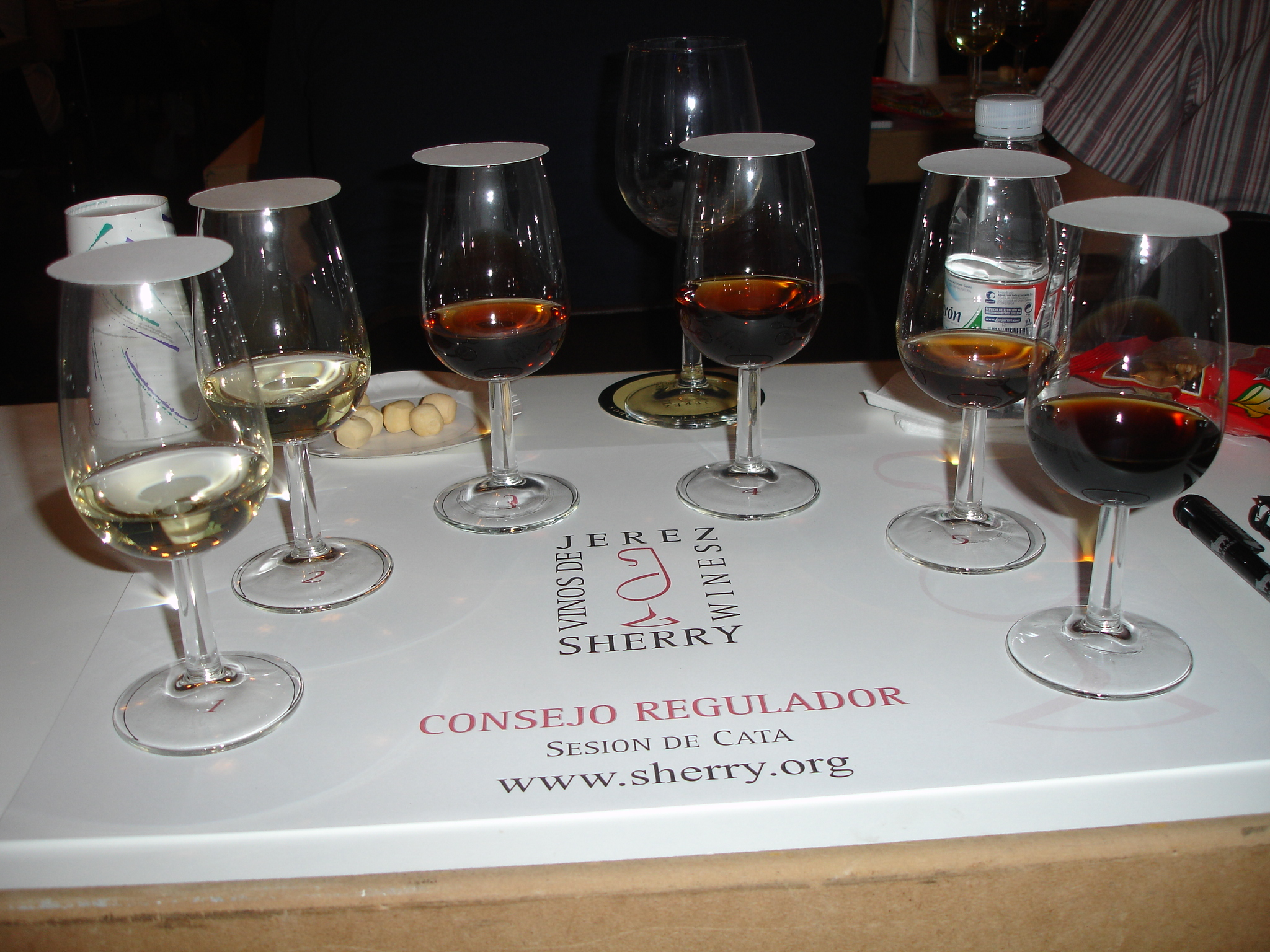
Дегустация хересов: от самых лёгких и светлых (Fino) до потемневших от контакта с воздухом (Oloroso)

Креплёное вино — тип алкогольных напитков, изготавливаемых путём (полного или неполного) сбраживания сусла или мезги с добавлением в вино спиртосодержащих продуктов перегонки (бренди или чистого винного спирта). Как правило, содержание алкоголя варьируется в диапазоне от 15 до 22 %.
В зависимости от того, на какой стадии добавляется винный спирт, вино получается либо сладким, либо сухим. Если спирт добавляется во время сбраживания, то процесс ферментации сахара, содержащегося в сусле, останавливается, и вино остаётся сладким. Если спирт добавляется по завершении процесса сбраживания, когда весь сахар в сусле переработан, то вино остаётся сухим, но с более высоким содержанием спирта. Как правило, креплёные вина производят из винограда с высоким содержанием сахара (24—26 % и выше).
К креплёным винам относят портвейн, херес, мадеру, марсалу, а также многие десертные вина (в частности, мускатные). Креплёными являются и многие ароматизированные вина, или биттеры (например, вермут).
Как и обычные вина, креплёные вина могут быть белыми, розовыми и красными, ординарными (столовыми) и марочными. 
Вопреки обывательским представлениям, крепление вина не ведёт к ухудшению его качества или снижению его органолептических характеристик, а цена бутылки элитного портвейна может исчисляться в тысячах долларов.

## История и распространение
Крепление вин получило распространение в XVII и XVIII веках, первоначально с целью продлить срок их годности (так как этанол обладает свойствами антисептика, препятствуя развитию в напитке нежелательных бактерий и грибков). Это было особенно актуально в условиях роста межконтинентальных колониальных империй: иные типы вина не выдерживали многомесячной перевозки из Европы в колонии по тропическим и экваториальным широтам. Неслучайно регионы производства классических креплёных вин расположены в непосредственной близости от крупных портов колониальной торговли. Каждый из четырёх основных типов креплёных вин — портвейн, херес, мадера, малага — создавался по собственной технологии (хересование, мадеризация, уваривание сусла в котлах и т.д.). Все эти вина сладкие (десертные), за исключением базового (неподслащённого) хереса. 

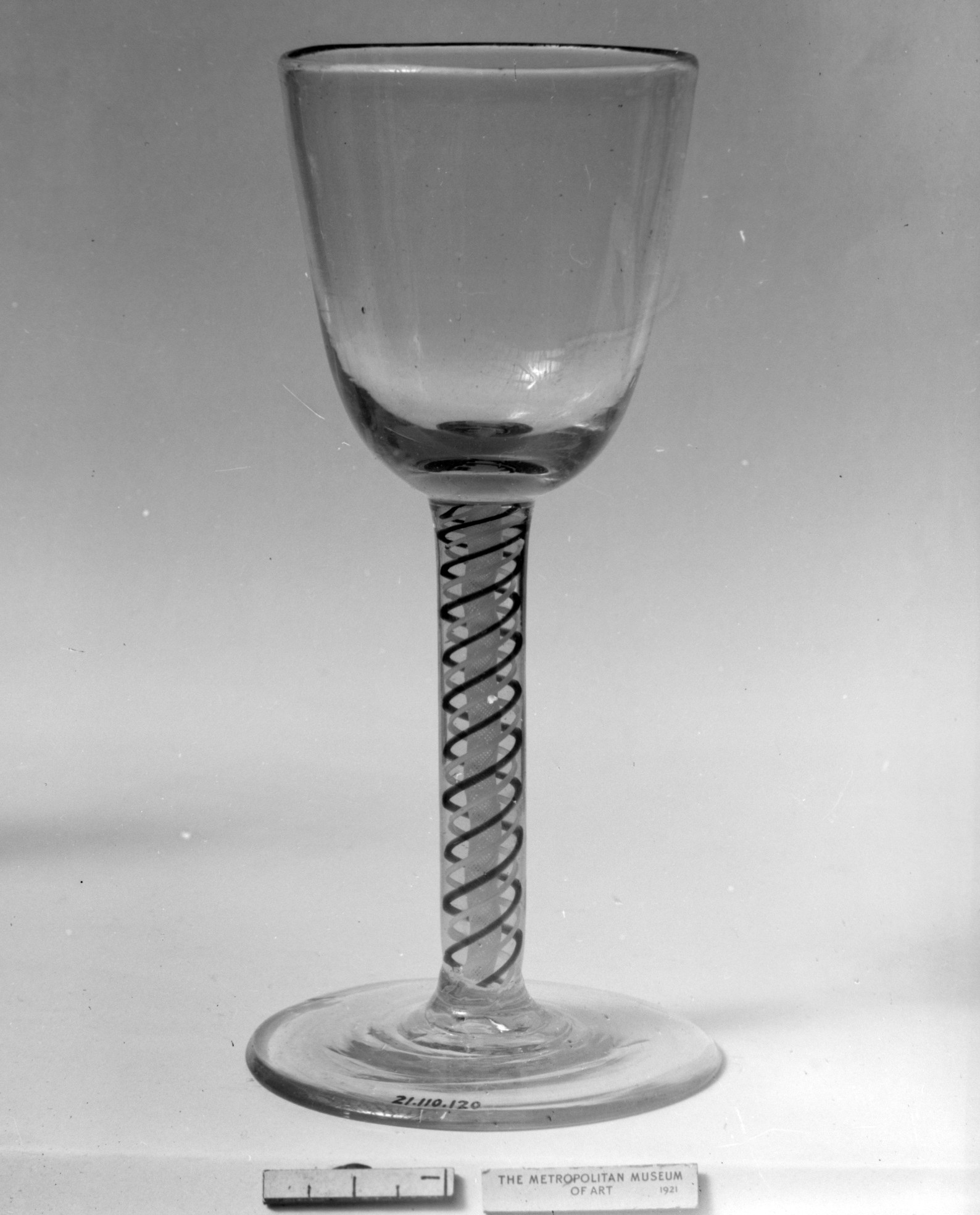
Бокал для портвейна (XVIII век)

Главными европейскими рынками сбыта креплёных вин исторически были Великобритания и Нидерланды, где они считались идеальными согревающими рождественскими напитками. Потребители активно инвестировали в производство этих вин и во многом определяли их свойства; многие производители портвейна, хереса и марсалы до сих пор удерживают английские, шотландские и ирландские фамилии своих основателей. Пик спроса на креплёные вина премиального качества наблюдался в первой половине викторианской эпохи (середина XIX века). Позже, на фоне эпифитотии филлоксеры, рынок наводнили низкокачественные подделки, что обрушило цены на оригинальный продукт.
Отдельную категорию креплёных вин составляют вина местного потребления, традиционно не предназначавшиеся для экспорта и производившиеся в небольших количествах из ароматических сортов винограда (обычно из мускатов). По всему Средиземноморью существовала древняя традиция выработки сладких вин из заизюмленного (подсушенного) винограда. В условиях доступности дешёвого спирта, для получения таких сладких вин стало использоваться не трудоёмкое (и зависящее от множества не всегда предсказуемых факторов) заизюмливание, а простое и эффективное крепление. Во Франции вина данной категории именуются vins doux naturels, если крепление осуществляется ближе к концу ферментации, и vins de liqueur (мистели), если крепление предшествует ферментации. Некогда весьма распространённые мускатные вина относятся к первой категории. 
В Российской империи (а затем в СССР) сформировалась собственная традиция производства креплёных вин. В частности, виноделы Массандры разработали особые рецепты крымских вин, которые считались аналогичными портвейну, хересу, мадере, малаге и т. д., но обычно производились из более подходящих для региона сортов винограда, иногда со значительными отступлениями от исходной технологии (например, производство крымского хереса не предполагает солерной технологии выдержки). В России в число креплёных вин также были записаны токай и кагор, которые в Токае и Кагоре крепить не принято. Местные аналоги прославленных креплёных вин Испании и Португалии уже давно вырабатываются также в США, Австралии и ряде других стран Нового света.

На протяжении XX века дешёвые креплёные вина стали ассоциироваться во многих странах (включая СССР) с алкоголизацией населения (особенно «синих воротничков»). Сам термин «креплёное вино» был настолько дискредитирован, что виноделы стали заменять его термином «десертные вина», считая последний более привлекательным для потребителей. В последние десятилетия XX века и в первые десятилетия XXI века продажи и производство многих креплёных и десертных вин (включая такие прославленные, как мадера, марсала и особенно малага) упали в несколько раз. Даже спрос на херес (с относительно невысоким для категории содержанием алкоголя и сахара) снизился на 80 %. Причина в том, что молодое поколение, как правило, предпочитает некреплёные вина с низким содержанием алкоголя и сахара, которые считаются менее вредными для здоровья.  

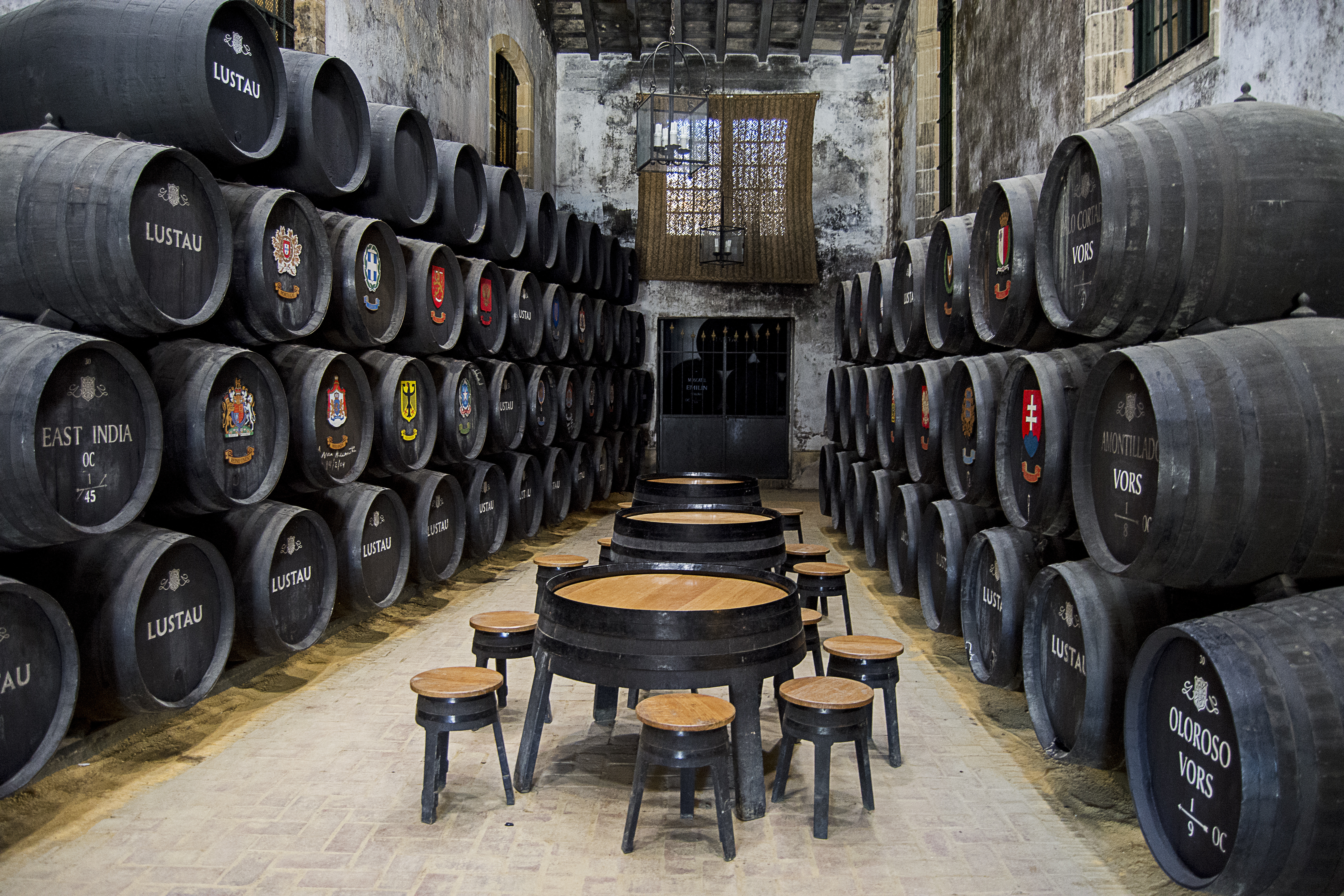
Для выдержки многих классических креплёных вин используется пирамидная система — солера

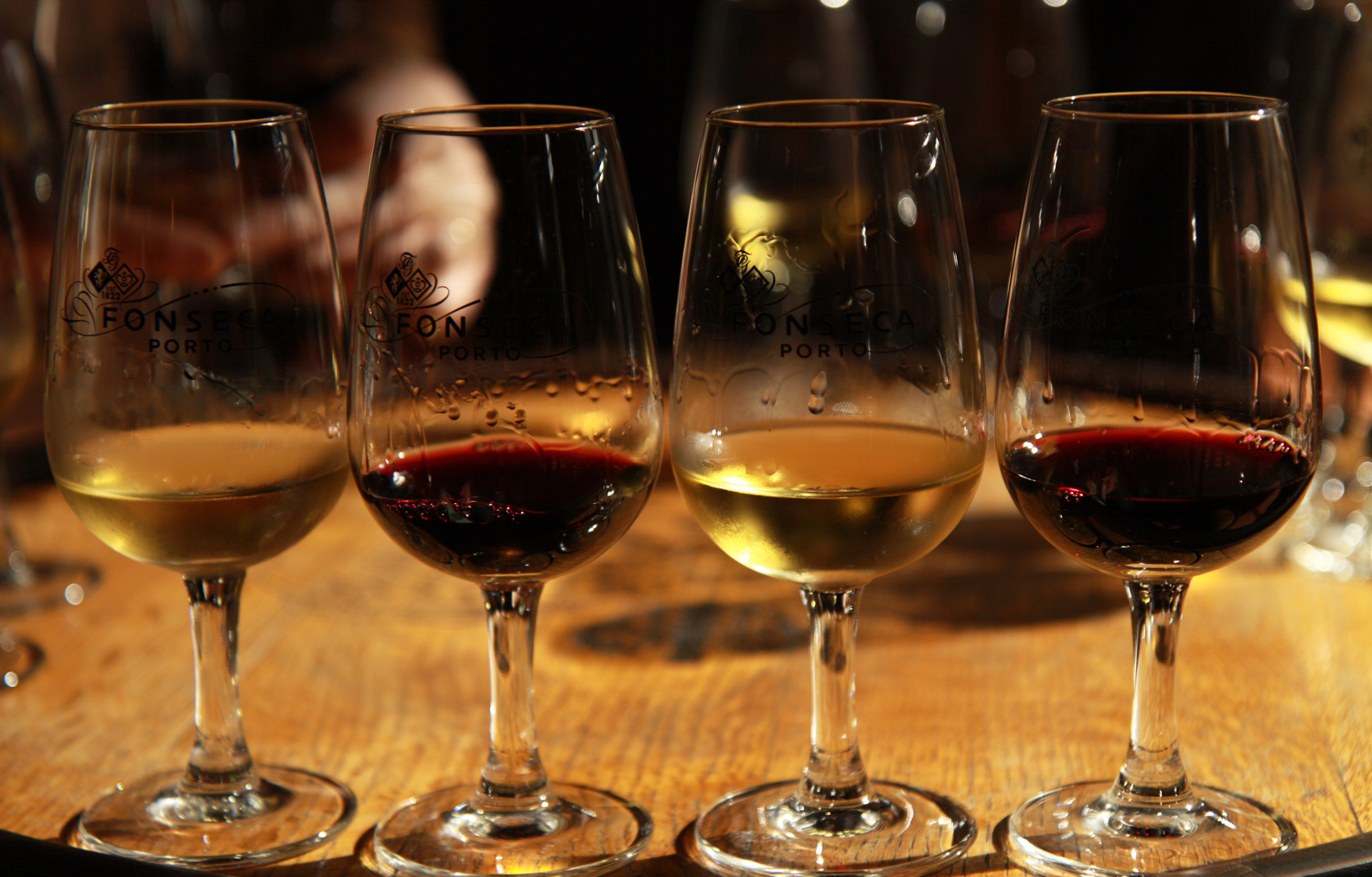
Бокалы с различными видами портвейна

Классическое креплёное вино (портвейн, херес, мадера) считается напитком Старого света, так как до 80% продукции потребляют нынешние и бывшие члены Евросоюза (в первую очередь — Франция, Великобритания и Бенилюкс). Предполагалось, что падающее потребление в Великобритании заместят США и Япония, однако эти надежды оправдались лишь отчасти. По состоянию на конец 2010-х годов ежегодно экспортируется свыше 60 млн литров (португальского) портвейна, около 25 млн литров (испанского) хереса и около 3 млн литров мадеры. Для сравнения: в начале 1870-х годов Испания экспортировала почти 40 млн литров хереса.

## Классификация
При обсуждении продукции советской и постсоветской пищевой промышленности можно встретить подразделение креплёных вин по содержанию спирта на крепкие вина (17—20 % спирта) и десертные вина (12—17 % спирта). Для крепких вин (портвейн, мадера, херес, марсала) характерно низкое содержание сахара (до 14 %), для десертных вин (токай, мускат, кагор) — содержание сахара 5—12 % для полусладких и 14—20 % для сладких. Десертные вина с особо высоким содержанием сахара (21—35 %) выделяются в категорию ликёров, или ликёрных вин. При этом ликёрные вина могут рассматриваться не как подвид десертных, а как отдельная группа вин, а граница по содержанию сахара может зависеть от конкретного типа вина (например, для мускатов — 22 %).
Креплёные вина, получаемые настаиванием ароматических растений в вине или спирте, выделяются в отдельную категорию ароматизированных вин. Ароматизированные вина нередко используются как аперитивы, наиболее востребованы из их числа вермуты.

## Использование
Креплёные вина обычно употребляются в качестве аперитивов — напитков, возбуждающих аппетит, или дижестивов — напитков, способствующих пищеварению. Обычно их пьют охлаждёнными до +10… +18 °C из специальных бокалов или рюмок небольшого объёма (в частности, мадерных). Креплёные вина используют при изготовлении смешанных напитков. Так, на основе портвейна, хереса, мадеры и марсалы готовят коктейли-аперитивы. Мадера и марсала также используются в кулинарных целях — как ингредиент при приготовлении блюд.